# Neve Grice
Neve Joseph Grice (4 tháng 5 năm 1881 – 21 tháng 4 năm 1950), thỉnh thoảng gọi là Neville Grice, là một cầu thủ bóng đá người Anh thi đấu ở vị trí outside left có 1 lần ra sân ở Football League cho Woolwich Arsenal.

## Thống kê sự nghiệp
| Câu lạc bộ          | Mùa giải            | Giải vô địch                   | Giải vô địch | Giải vô địch | Cúp FA | Cúp FA | Tổng | Tổng |
| Câu lạc bộ          | Mùa giải            | Hạng đấu                       | Trận         | Bàn          | Trận   | Bàn    | Trận | Bàn  |
| ------------------- | ------------------- | ------------------------------ | ------------ | ------------ | ------ | ------ | ---- | ---- |
| Woolwich Arsenal    | 1905–06             | First Division                 | 1            | 0            | —      | —      | 1    | 0    |
| Brentford           | 1906–07             | Southern League First Division | 1            | 0            | 1      | 0      | 2    | 0    |
| Tổng cộng sự nghiệp | Tổng cộng sự nghiệp | Tổng cộng sự nghiệp            | 2            | 0            | 1      | 0      | 3    | 0    |